# Jacu-de-barriga-castanha
O jacu-de-barriga-castanha (nome científico: Penelope ochrogaster) é umas das espécies endêmicas e mais ameaçadas do Brasil, habita desde o oeste de Minas Gerais e Goiás até o Mato Grosso. Pertence à família Cracidae. Sua ordem é a Galliformes, caracterizada por uma grande diversidade e pela sua origem relacionada o fim do período Cretáceo. O nome Jacu surgiu da língua indígena, o tupi, e o seu nome científico, Penelope, possui um significado quando analisado a partir do latim e grego. O pene significa quase e o lophos, crista. Seu nome é utilizado em um tom pejorativo que representa algo caipira.

## Nomes populares
O nome jacu-de-barriga-castanha foi selecionado como nome vernáculo técnico para a espécie pelo Comitê Brasileiro de Registros Ornitológicos (CBRO) em 2021.

## Características
Essa espécie é grande, pode atingir até 77 centímetros de comprimento. Seu bico apresenta uma tonalidade escura, diferente dos seus pés, que são claros. A porção de pele ao redor dos olhos desse animal também possui um tom escuro. Sua diferença em relação às galinhas está na plumagem. Suas costas são escuras com porções brancas, a cor de sua cabeça tende ao vermelho, assim como sua barbela ( prega de pele pendente ) que expressa fisicamente quando o animal está em perigo. Suas patas não possuem penas e os dedos dessa espécie são anisodáctilos, ou seja, desiguais, alguns voltados para a frente quando outro se dirige para trás.

## Comportamento
O jacu-de-barriga-castanha possui um comportamento arredio, pois aumenta imediatamente sua distância quando percebe que há uma ameaça se aproximando, se dispersa, se camufla entre as árvores e essa espécie não costuma ser muito encontrada na natureza. Não tende a soar barulhos que indicam um alerta, mas sua barbela se retrai ou se torna mais a vista dependendo da ameaça que o animal sofre. Os animais que constituem essa espécie tendem a se locomover sozinhos, em bando ou apenas com um companheiro, mas são muito protetores em relação ao território que conquistaram. Ao se instalarem em um local, não aceitam facilmente que outros animais habitem aquele espaço. Quando vivem em bando, há um que tende a liderar sobre os demais, mas são animais que no geral, vivem de maneira discreta, sem voar constantemente.

## Distribuição geográfica
O local onde se encontra o jacu-de-barriga-castanha é na região central do Brasil, com cerca de 1700 indivíduos contabilizados, mas essa espécie está em risco de extinção, devido a investidas humanas e também mudanças ambientais. Apesar de serem encontradas na região do rio Araguaia, do rio são Francisco e também no vale do rio Paranã, é na área do Pantanal que essa espécie consta em maior proporção, mas é preciso que haja medidas de preservação, pois faz parte da Lista de Aves Ameaçadas do Brasil. O Cerrado, por exemplo, é um ponto fundamental para a conservação dessa espécie. Ela vive em regiões de árvores, florestas e áreas temporariamente inundáveis. Optam por áreas florestais densas, em que as copas das árvores são interligadas. Em 2002, dois representantes dessa espécie foram vistos em Tocantis, em uma área ribeirinha e com grande extensão de inundação sazonal. Outros foram avistados na região de uma fazenda e alçaram voo ao avistar pessoas. Mas nas subpopulações do jacu-de-barriga-castanha, há um total de menos de 1000 indivíduos. A sua quantidade presente no rio Paranã é de cerca de 40 representantes da espécie com 100 horas de amostragem. No Tocantins, após a criação de uma usina hidrelétrica e de um reservatório, tornou-se ainda mais difícil avistar um desses indivíduos, o que considera-se como um possível caso de extinção nessa região.

## Alimentação
Como essa espécie é capaz de se mover rapidamente no chão e também de alcançar as copas das árvores, ela costuma comer flores ( como de ipê e tarumã ) e cipós. Voltam-se também para sementes e frutos, como amora, jabuticaba, pitanga, caqui, palmito, sendo que o jacu-de-barriga-castanha conserva as sementes ao ingerir alguma fruta, sendo classificados como frugívoros. Podem comer alguns tipos de hortaliças, como alface, tomate, batata-doce e abóbora, além de alguns animais invertebrados, como minhocas. Dentre os meses de junho e setembro, no período da manhã, são encontrados comendo grãos de areia e bebendo água de rios.

## Reprodução
Essa espécie não vai apresentar diferentes parceiros durante a sua vida, mas possui um comportamento monogâmico. Têm um voo pesado, mas consegue criar seus ninhos nos altos das árvores ou utiliza um oportuno ninho já pronto. E a incubação gira em torno de 28 dias. Colocam dois ovos por vez e o nascimento dos seus filhotes são no período de outubro a dezembro. Esses filhotes vão alcançar a maturidade sexual em cerca de um ano, após esse período são capazes de se reproduzir. Os machos precisam conquistar as fêmeas, que demonstram sua aceitação por meio de um som e um movimento característicos da espécie. Para ser aceito pela fêmea, o macho lhe oferece pedras, galhos e até mesmo comida.

## Utilização
As espécies de Jacu são utilizadas na produção de café com alta qualidade, o Jacu Coffe, com o objetivo de exportá-lo. Esses animais enxergam os melhores grãos de café, os ingerem e expelem por meio dos seus excrementos. Os grãos de café oriundos do jacu são uns dos mais caros do mundo. Por conta do seu processo de obtenção ser incomum, ocorrem receios quanto ao consumo desse produto, por uma questão de segurança alimentar. Mas pesquisas realizadas em 2015 apontam que esse café oriundo do jacu passa por distintas fases de processamento, inclusive por uma etapa que visa a eliminação de microrganismos.

## Aspecto cultural
Como o jacu-de-barriga-castanha possui a barbela vermelha, uma porção de pele pendente do seu pescoço, há uma lenda indígena para a sua origem. Conta-se que muito tempo atrás, o fogo pertencia às onças e os índios desejavam possuí-lo e foram até a cova desses animais para utilizar o fogo. Porém, a medida que deixavam a cova, algumas porções de fogo caíam na terra e poderiam dar início a um incêndio. Logo, as aves foram utilizadas para ajudar nessa questão, engolindo as chamas que iam para o solo. Então uma dessas brasas ficaram presas em sua garganta, o que deu origem a sua barbela de tom avermelhado.

## Conservação
A invasão e exploração humana do habitat natural do jacu-de-barriga-castanha, para fins de agricultura e pecuária, aliada às mudanças ambientais, além da caça a esses animais, que são altamente cobiçados, coloca essa espécie em uma posição de risco de extinção. Em 2018, um grupo de pesquisadores do Centro Nacional de Pesquisa e Conservação de Aves Silvestres (Cemave), do ICMBio, e da Aves Gerais Monitoramento Ambiental detectaram a presença do jacu-de-barriga-castanha em Minas Gerais, 13 anos após o relato do último registro. Suas áreas de ocupação foram em locais próximos de rios e de árvores de grande porte. Nessa pesquisa, foram detectados 12 representantes da espécie na cidade de Brasilândia. Com esse cenário de possível extinção, é importante que haja medidas de intervenção para preservar essa espécie, atitudes efetivas que reprimam a caça desses animais e a conservação de matas ciliares próximas a rios, onde eles tendem a ser encontrados, como do principal afluente do rio São Francisco. Como as florestas ribeirinhas do Tocantis, que dependem da preservação para que ocorra a garantia do habitat do jacu-de-barriga-castanha, ou a criação de estradas vai restringir ainda mais a distribuição dessa espécie na região.As ameaças que afetam o jacu-de-barriga-castanha são também a invasão de locais voltados para a conservação desses animais, como o Parque Nacional do Araguaia. E como um importante espaço de preservação, pode-se citar a o Parque Estadual de Cantão, localizado entre o Cerrado e a Amazônia e criado em 1998, que engloba diferentes ecossistemas e contribui para a proteção de espécies ameaçadas, como o jacu-de-barriga-castanha. O objetivo desse parque é promover o turismo sustentável, em que abrigam-se espécies que se reproduzem em locais úmidos, como anfíbios e peixes, além de proteger também diversas espécies de aves. É proibido caçar, desmatar as florestas, pescar ou prejudicar o ambiente de outras maneiras. Assim, ocorre a manutenção de um espaço que preza pela rica diversidade animal do Brasil. Porém, o descuido com o habitat do jacu-de-barriga-castanha, como o intenso desmatamento do Cerrado, pode ocasionar a sua perda em 18% em cerca de 17 anos. Além disso, caso não haja o refreio da caça, a tendência é a perda de 10% da população dessa espécie também nesse período de 17 anos. Mas a Penelope ochrogaster está incluída no Plano de Ação Nacional (PAN), que se volta para a preservação de espécies do Cerrado e do Pantanal, por meio da redução da perda de representantes do jacu-de-barriga-castanha e pelo processo de regeneração do seu habitat. Umas das importantes medidas realizadas pelo PAN é a criação de corredores ecológicos, que são faixas de vegetação entre unidades de conservação florestais separadas pelas atividades humanas, cujo objetivo é deslocar a fauna e a flora, promovendo variabilidade genética entre as espécies isoladas. E a respeito de projetos de reintrodução de espécies, uma opção é a implantação de cativeiros para essa espécie, direcionados para a preservação dos indivíduos. O jacu-de-barriga-castanha encontra-se em algumas unidades de conservação, como no Parque Estadual Encontro das Águas, no Mato Grosso, e no Parque Nacional do Pantanal Matogrossense.